# Erythrodiplax funerea
Erythrodiplax funerea är en trollsländeart som först beskrevs av Hagen 1861.  Erythrodiplax funerea ingår i släktet Erythrodiplax och familjen segeltrollsländor. Inga underarter finns listade i Catalogue of Life.